# Нільс Томас
Нільс Томас (норв. Nils Thomas, 9 липня 1889 — 1979) — норвезький яхтсмен.
Срібний призер Олімпійських Ігор 1920 року в класі 8 метрів (правила 1919 року).